# Gümüşözü, Yusufeli
Gümüşözü là một xã thuộc huyện Yusufeli, tỉnh Artvin, Thổ Nhĩ Kỳ. Dân số thời điểm năm 2010 là 73 người.